# Выборы в Конституционное собрание в Гватемале (1964)
Выборы в Конституционное собрание в Гватемале проходили 24 мая 1964 года. На них Движение национального освобождения и Революционная партия получили по 10 мест собрания. Однако 60 членов собрания были назначены военным правительством, которые впоследствии в сентябре 1964 года образовали Институционно-демократическую партию.

## Результаты
| Партия                              | Голоса  | %     | Места |
| ----------------------------------- | ------- | ----- | ----- |
| Движение национального освобождения | 142 248 | 48,48 | 10    |
| Революционная партия                | 122 374 | 41,70 | 10    |
| Диссиденты ДНО и РП                 | 28 818  | 9,82  | 0     |
| Назначенные военным правительством  | –       | –     | 60    |
| Недействительных/пустых бюллетеней  | 43 383  | -     | -     |
| Всего                               | 336 823 | 100   | 80    |
| Источник: Nohlen                    |         |       |       |